# Thrixspermum fleuryi
Thrixspermum fleuryi är en orkidéart som först beskrevs av François Gagnepain, och fick sitt nu gällande namn av Tang och Fa Tsuan Wang. Thrixspermum fleuryi ingår i släktet Thrixspermum och familjen orkidéer.
Artens utbredningsområde är Vietnam. Inga underarter finns listade i Catalogue of Life.